# Vorobiivka, Bilohirea
Vorobiivka (în ucraineană Воробіївка) este localitatea de reședință a comunei Vorobiivka din raionul Bilohirea, regiunea Hmelnîțkîi, Ucraina.

## Demografie
Componența lingvistică a localității Vorobiivka
     Ucraineană (98,67%)
     Rusă (1,11%)
     Alte limbi (0,22%)
Conform recensământului din 2001, majoritatea populației localității Vorobiivka era vorbitoare de ucraineană (98,67%), existând în minoritate și vorbitori de rusă (1,11%).